# Dodona speciosa
Dodona speciosa is een vlindersoort uit de familie van de prachtvlinders (Riodinidae), onderfamilie Nemeobiinae.
Dodona speciosa werd in 2000 beschreven door Monastyrskii & Devyatkin.